# Adopt Me!
Adopt Me! (ou en français, Adopte Moi !) est un jeu en ligne massivement multijoueur développé par Newfissy et Uplift Games sur la plateforme de développement de jeux Roblox,. À l'origine, le jeu était un jeu de rôle dans lequel les joueurs prétendaient être soit un parent adoptant un enfant, soit des enfants se faisant adopter, mais au fur et à mesure que le jeu a été développé, il s'est orienté vers l'adoption et la prise en charge d'une variété d'animaux de compagnie virtuels différents, qui peuvent être échangés avec d'autres joueurs. Adopt Me! a été joué 20 milliards de fois en mars 2021. Uplift Games, le studio indépendant à l'origine du jeu, emploie environ 40 personnes et gagne 50 millions de dollars par an, principalement grâce aux microtransactions,. Le jeu comptait en moyenne 500 000 joueurs simultanés en janvier 2021, ce qui en fait l'un des jeux les plus populaires de Roblox.

## Gameplay
Adopt Me! consiste à adopter et à prendre soin d'une variété de différents types d'animaux de compagnie, qui éclosent à partir d'œufs. Certains animaux de compagnie ne peuvent être achetés qu'avec la monnaie virtuelle de Roblox, les Robux. Les animaux de compagnie sont regroupés en 5 classes, en fonction de leur rareté et de leur coût. Ces groupes sont les suivants : commun, peu commun, rare, rarissime (ou ultra-rare) et légendaire. Une fois éclos, les animaux de compagnie grandissent, passant du statut de nouveau-né à celui de junior, de pré-adolescent, d'adolescent, de post-adolescent et, finalement, d'adulte. Si un joueur possède quatre animaux adultes du même type, il peut les combiner pour former un animal "Néon", et quatre animaux néon adultes peuvent être combinés pour former un animal "Méga-Néon". Les achats dans le jeu sont facilités à la fois par les Robux et par la monnaie virtuelle d'Adopt Me! appelée simplement "Pèzes". Les Bucks peuvent être gagnés en répondant aux besoins d'un animal de compagnie, comme manger et boire, entre autres méthodes. Dans Adopt Me! les joueurs peuvent également adopter des enfants et jouer des rôles avec d'autres utilisateurs.Les joueurs peuvent aussi faire des échanges pour obtenir de meilleurs animaux ou ceux qui ne sont plus dans le jeu (comme un chien bleu, un chat rose, un cygne…).

## Histoire
Avant 2018, Adopt Me! avait uniquement pour but d'adopter des enfants, dans la lignée de plusieurs jeux Roblox antérieurs ayant le même concept. En 2019, le jeu a ajouté la fonctionnalité d'animaux de compagnie adoptables, ce qui a entraîné une augmentation rapide de la popularité du jeu,. Adopt Me! a été joué un peu plus de trois milliards de fois en décembre 2019. Le 1er avril 2020, Adopt Me! a reçu une mise à jour qui comprenait un Pet Rock, disponible pour une durée limitée. Cette mise à jour a permis au jeu d'atteindre 680 000 joueurs simultanés, ce qui a attiré l'attention car c'était trois fois plus que le jeu Steam ayant le plus de joueurs simultanés à l'époque, Mount and Blade II: Bannerlord,. En juillet 2020, le jeu avait été joué plus de dix milliards de fois. En mars 2021, Adopt Me! a atteint 20 milliards de lectures totales.
Vers 2022 changement des Buks monnaie du jeux par des pèze.

## Joueurs
Le nombre le plus élevé de joueurs simultanés atteint par Adopt Me! est de 1,92 million. Environ un tiers des joueurs de Roblox sur la Xbox One jouent à Adopt Me!. En raison de la présence de microtransactions dans le jeu et du fait que le public cible est constitué de jeunes enfants, il est arrivé que des enfants dépensent de grosses sommes d'argent sur Adopt Me!, notamment un incident particulier où un enfant australien a dépensé 8 000 dollars australiens (6 348,88 dollars américains) sur le jeu.
Chaque fois qu'une mise à jour majeure du jeu est effectuée, le nombre de joueurs peut tripler, ce qui peut entraîner une perturbation de la plate-forme Roblox.

## Escroqueries
En raison du coût élevé des animaux de compagnie dans le jeu, certains animaux rares se vendant jusqu'à 100 dollars américains, une importante sous-culture d'escrocs s'est développée au sein d'Adopt Me! Comme la base principale d'utilisateurs d'Adopt Me! est en moyenne plus jeune que le reste de Roblox, ils sont particulièrement susceptibles de tomber dans les escroqueries,.
L'une des façons les plus courantes pour les escrocs de mener à bien leur opération est de procéder à des "échanges de confiance", dans lesquels l'escroc manipule le joueur pour qu'il lui fasse confiance en échangeant un objet virtuel rare, en promettant de lui rendre l'objet. L'escroc quitte ensuite le jeu avec l'objet virtuel de la victime, laissant cette dernière sans aucun moyen de le récupérer.
Le 5 novembre 2020, Adopt Me! a publié plusieurs nouvelles fonctionnalités visant à lutter contre les arnaques, notamment l'introduction de "licences commerciales" qu'il faut obtenir avant de pouvoir échanger des animaux de compagnie d'une rareté peu commune, la quantité d'animaux de compagnie que vous pouvez échanger, l'ajout d'un historique des échanges consultable et l'ajout de notifications au joueur si le jeu détecte un échange manifestement injuste.

## Réception
Adopt Me! a reçu des avis généralement positifs de la part des critiques. PCGamesN, dans un aperçu de ce qu'ils considèrent comme les meilleurs jeux sur Roblox, l'a décrit comme "mignon", et l'a comparé positivement à la série Petz. Certains utilisateurs de Roblox ont critiqué le jeu, en raison du fait qu'il fait occasionnellement planter les serveurs Roblox lors du lancement d'une mise à jour.